# Rafael Ferrer
Rafael Ferrer (Los Ángeles, 23 de marzo de 1960) es un actor estadounidense.
Ferrer es hijo del actor puertorriqueño José Ferrer (1912-1992) y la actriz Rosemary Clooney (1928-2002) y primo del actor George Clooney. Es hermano de los actores Miguel (1955-2017) y Gabriel Ferrer (quien está casado con la cantante Debby Boone, con quien es padre de la actriz Gabi Ferrer).
Rafael Ferrer es principalmente conocido por su voz en off en tráileres de películas y en comerciales de televisión.
También fue la voz en el popular videojuego Star Wars: Caballeros de la Antigua República, donde hizo la voz de Darth Malak.

## Filmografía
- 1984: Girls Nite Out: Promesa dos.
- 1989: Miami Vice (serie de televisión; episodio «To have and to hold»), como Carlos Jr.
- 1991: Law & Order (serie de televisión; episodio «Life Choice»), como oficinista.
- 2001: Law & Order: Special Victims Unit (serie de televisión; episodio «Countdown»), como el detective Trainor.
- 2003: Star Wars: Knights of the Old Republic (videojuego), como la voz de Darth Malak.
- 2004: Wrath Unleashed (videojuego), voz.
- 2004: Star Wars: Knights of the Old Republic II: The Sith Lords (videojuego), como la voz de Darth Malak.